# Ahmed Mahour Bacha
'
Ahmed Mahour Bacha', né le 16 juin 1961 à El Eulma (Algérie), est un athlète algérien, spécialiste du décathlon et lancer du javelot. 

## Biographie
Ahmed Mahour Bacha est issu d’une famille sportive (son père est un ancien volleyeur et ses deux frères Abdellah et Mourad sont d’anciens athlètes. Mourad étant plusieurs fois champion d’Afrique de décathlon), Ahmed Mahour Bacha, plus connu sous le nom de Dadi, est le décathlonien le plus célèbre en Algérie, dans le monde arabe et en Afrique. C’est le seul Africain en effet qui a dépassé la barre des 8 000 points jusqu’à maintenant. Toujours recordman d’Algérie du javelot,.
Alors qu’il n’était que minime et après avoir vu le National d’athlétisme à la télévision, ce natif d’El-Eulma n’avait plus comme objectif que faire aussi bien sinon mieux que le champion Sénior BENSAAD Mohamed. Il poursuivit ses études au lycée sportif de Amara Rachid à Ben-Aknou, il devint le meilleur algérien au décathlon mais aussi au javelot et l’un des meilleurs à la perche, à la longueur, à la hauteur, au poids et au disque.
Actuellement, il occupe le poste d'entraineur national à la Fédération Algérienne d'Athlétisme. Il a formé et entrainé plusieurs athlètes dans différentes spécialités techniques telles que les haies hautes, la hauteur, le javelot mais aussi le sprint et le demi-fond. C'est dire que c'est un entraineur d'athlétisme complet comme le sont la plupart des entraineurs issus de l'Institut des Sciences et Technologies du Sport d'Alger (I.S.T.S) et ceux des différents I.T.S.
Mais c'est surtout dans les épreuves combinées qu'il a le mieux excellé en prenant la 5e place des Championnats du monde de Tokyo en 1991 dans l'épreuve de l'heptathlon avec la championne Yasmina Azzizi.
Ce grand Monsieur de l'athlétisme Algérien, que ce soit en tant qu'athlète mais aussi en tant qu'entraineur, vient de nous former un grand décathlonien en la personne de Larbi Bourrada. Ce jeune athlète vient d'être sacré champion d'Afrique avec un total de 7 574 points. 

## Palmarès
| Date | Compétition                | Lieu     | Résultat | Épreuve           | Performance |
| ---- | -------------------------- | -------- | -------- | ----------------- | ----------- |
| 1981 | Championnats panarabes     | Tunis    | 1er      | Décathlon         | 7495 pts    |
| 1983 | Championnats du monde      | Helsinki | —        | Décathlon         | DNF         |
| 1983 | Universiade                | Edmonton | 5e       | Décathlon         | 7608 pts    |
| 1984 | Championnats d'Afrique     | Rabat    | 3e       | Lancer du javelot | 71,86 m     |
| 1985 | Championnats d'Afrique     | Le Caire | 1er      | Lancer du javelot | 80,04 m     |
| 1985 | Coupe du monde des nations | Canberra | 8e       | Lancer du javelot | 72,72 m     |
| 1985 | Jeux panarabes             | Rabat    | 1er      | Lancer du javelot | 76.88 m     |
| 1985 | Jeux panarabes             | Rabat    | 1er      | Décathlon         | 7577 pts    |
| 1985 | Universiade                | Kobe     | —        | Décathlon         | DNF         |
| 1986 | Championnats du Maghreb    | Tunis    | 2e       | Lancer du javelot | 70.20 m     |
| 1986 | Championnats du Maghreb    | Tunis    | 3e       | Lancer du poids   | 14.06 m     |
| 1987 | Championnats panarabes     | Alger    | 1er      | Décathlon         | 7372 pts    |
| 1987 | Championnats panarabes     | Alger    | 2e       | Lancer du javelot | 69,04 m     |
| 1987 | Jeux africains             | Nairobi  | 1er      | Décathlon         | 7104 pts    |

| Date | Résultat | Épreuve           | Performance |
| ---- | -------- | ----------------- | ----------- |
| 1982 | 1er      | Décathlon         | 8006 pts    |
| 1982 | 1er      | Saut à la perche  | 4.60 m      |
| 1983 | 1er      | Lancer du javelot | 75.02 m     |
| 1983 | 1er      | Lancer du poids   | 14.46 m     |
| 1984 | 1er      | Lancer du javelot | 78.60 m     |
| 1984 | 1er      | Lancer du poids   | 14.17 m     |
| 1985 | 1er      | Lancer du javelot | 71.58 m     |
| 1985 | 1er      | Lancer du poids   | 14.33 m     |
| 1985 | 1er      | lancer du disque  | 47.76 m     |
| 1985 | 1er      | Saut à la perche  | 4.70 m      |
| 1986 | 1er      | Lancer du javelot | 70.02 m     |
| 1986 | 1er      | Lancer du poids   | 14.91 m     |
| 1987 | 1er      | Lancer du javelot | 64.36 m     |
| 1988 | 1er      | Lancer du javelot | 61.88 m     |

### Records
| Épreuve   | Performance | Lieu  | Date |
| --------- | ----------- | ----- | ---- |
| Décathlon | 8006 pts    | Alger | 1982 |